# Bel (unità di misura)
Il bel, simbolo B, è un'unità di misura relativa con la quale una grandezza fisica (come la potenza di una radiazione o di un segnale) viene paragonata a un valore di riferimento su scala logaritmica. Nonostante non sia prevista all'interno del Sistema Internazionale, il suo uso è comunque tollerato. 
Viene spesso usato nel campo dell'acustica (potenza di un suono) o delle radiazioni elettromagnetiche (in particolare per indicare il guadagno o la perdita di un segnale radio).
Viene usato per esprimere il rapporto tra due grandezze omogenee.
Si calcola in questo modo:
{\displaystyle L_{\mathrm {bel} }=\log _{10}\left({\frac {x_{1}}{x_{2}}}\right)}
Si parla anche di rapporto espresso in neper:
{\displaystyle L_{\mathrm {Np} }={\frac {1}{2}}\ln \left({\frac {x_{1}}{x_{2}}}\right)}
Molto più usato del bel, in diversi campi tecnici, è il suo sottomultiplo: il decibel o decimo di bel, simbolo dB (1 dB = 0,1 B), cui si rimanda per una trattazione più completa.